# Эллис, Дэвид Ричард
Дэ́вид Ри́чард Э́ллис (англ. David Richard Ellis; 8 сентября 1952 — 7 января 2013) — американский кинорежиссёр, актёр и каскадёр.

## Биография
Родился в Санта-Монике (штат Калифорния, США).
Карьеру киноактёра начал в 1974 году, удачно сыграв роль в фильме «Самый сильный человек в мире» (англ. The Strongest Man in the World) с Куртом Расселом в главной роли.
С того времени начал сниматься в фильмах в качестве актёра и каскадёра. Кроме того, пробовал свои силы в режиссуре фильмов. С 1986 года в качестве помощника режиссёра и второго помощника режиссёра принимал участие в работе над такими фильмами, как: «Матрица: Революция» и «Гарри Поттер и философский камень».
В 1996 году успешно дебютировал в качестве режиссёра фильма «Дорога домой 2: Затерянные в Сан-Франциско», став после его премьеры всемирно известным кинорежиссёром.
В связи с высокими доходами от своих фильмов, Дэвид Р. Эллис отказался от участия в кино в качестве каскадёра.
Его тело было найдено 7 января 2013 года в номере отеля в Йоханнесбурге, где он работал над ремейком хентай «Кайт».

## Фильмография
| Год  | Название                                   | Оригинальное название                   | Режиссёр | Актёр | Роль            | Примечания |
| ---- | ------------------------------------------ | --------------------------------------- | -------- | ----- | --------------- | ---------- |
| 1975 | Самый сильный человек в мире               | The Strongest Man in the World          |          | Да    | Дэвид, студент  |            |
| 1977 | Герои                                      | Heroes                                  |          | Да    | хозяин бара № 1 |            |
| 1978 | Чудо-женщина                               | Wonder Woman                            |          | Да    | Людвиг          | телесериал |
| 1978 | Высокий полёт                              | Flying High                             |          | Да    | квотербек       | телесериал |
| 1979 | Променад                                   | Boardwalk                               |          | Да    | банщик          |            |
| 1982 | Рокки 3                                    | Rocky III                               |          | Да    | соперник        |            |
| 1987 | Анна                                       | Anna                                    |          | Да    | отец Дэниела    |            |
| 1987 | Рай                                        | Paradise                                |          | Да    | Лестер Бредли   | телесериал |
| 1989 | Могучий Куинн                              | The Mighty Quinn                        |          | Да    | Джерси          |            |
| 1989 | Слепая ярость                              | Blind Fury                              |          | Да    | Килер № 3       |            |
| 1989 | Охотник за головами                        | The Bounty Hunter                       |          | Да    | горожанин       |            |
| 1996 | Дорога домой 2: Затерянные в Сан-Франциско | Homeward Bound 2: Lost in San Francisco | Да       |       |                 |            |
| 2003 | Пункт назначения 2                         | Final Destination 2                     | Да       |       |                 |            |
| 2004 | Сотовый                                    | Cellular                                | Да       |       |                 |            |
| 2006 | Змеиный полёт                              | Snakes on a Plane                       | Да       |       |                 |            |
| 2008 | Психушка                                   | Asylum                                  | Да       |       |                 |            |
| 2009 | Пункт назначения 4                         | The Final Destination                   | Да       |       |                 |            |
| 2011 | Челюсти 3D                                 | Shark Night 3D                          | Да       |       |                 |            |